# 9407 Kimuranaoto
A 9407 Kimuranaoto (ideiglenes jelöléssel 1994 WS3) a Naprendszer kisbolygóövében található aszteroida. Satoru Otomo fedezte fel 1994. november 28-án.